# Муромцев, Сергей Андреевич
Серге́й Андре́евич Му́ромцев (23 сентября (5 октября) 1850, Санкт-Петербург — 4 (17) октября 1910, Москва) — русский правовед, один из основоположников конституционного права России, социолог-позитивист, публицист и политический деятель. Представитель социологического подхода к праву. Профессор Московского университета. Председатель Первой Государственной думы (1906).

## Биография

### Происхождение
Происходил из дворянского рода Муромцевых. Родился в Санкт-Петербурге, в семье офицера лейб-гвардии Московского полка, Андрея Алексеевича Муромцева (1818—1879) — с 1854 года полковника, а с 1855 — командира 2-го гренадерского запасного полка. Мать, Анна Николаевна (1822—1901) — дочь генерала Н. А. Костомарова. Сергей был четвёртым ребёнком в семье и первым, пережившим детство; брат Николай (1852—1933) и две сестры, родившиеся после него, также благополучно избежали ранней смерти. Его племянницы Наталья Вокач (1882—1967) и Вера Муромцева (1881—1961) стали известны как жёны Ивана Александровича Ильина и Ивана Алексеевича Бунина, соответственно.

### Детские годы
В 1858 году семья Муромцевых переезжает в имение Лазавка, расположенное в настоящее время в Новодеревеньковском районе Орловской области.
Именно Орловщина стала местом, где прошли детские годы Муромцева, где он сформировался прежде всего как личность.
Раз в неделю в Лазавку доставлялись «Московские ведомости», которые выписывал глава семейства Муромцевых. Семья собиралась по вечерам в столовой, и газету читали вслух. Особый интерес возбуждали громкие события, происходившие в Европе. Сергей Муромцев навсегда запомнил разговоры о подвигах Гарибальди. Почти через полвека он вспоминал, как «в массе русских семейств с замиранием сердца ожидали и с восторгом принимали известия об успехах освободительного движения в Италии. Мы, подрастающее поколение, слушая старших, принимали живое участие в общем восхищении, и образы Гарибальди и его соратников навсегда запечатлелись в нашей памяти как светлые образы героев национального освобождения».
Близость юного Муромцева к политическим проблемам отразилась и на его детских играх. В литературе упоминается эпизод, связанный с организованной им совместно с братьями и сестрами игрой в «государство». Основой игры послужила найденная в библиотеке книга отца «Справочная книжка для русских офицеров» и, возможно, разговоры старших, прежде всего дяди, услышанные Муромцевым в Предтечеве.
Его игрушечное государство «Лазавка» было не самодержавным, а конституционным, в нём имелись две палаты: Государственный совет и Палата депутатов, помещавшиеся в двух беседках деревенского сада. «Государство» было разбито на губернии и уезды, которые были тщательно нанесены на карту «государства Лазавки». При этом определение масштаба и съёмка территории, всего более семи гектаров, были произведены при помощи самодельных инструментов. «Государство» развивалось во времени и пространстве, завоёвывая близлежащие местности; были присоединены царства: «Гумно», «Спарта» (скотный двор), «Дементьево», «Малая Лазавка». Муромцев выдавал сестёр замуж за воображаемых правителей завоёванных держав, проводил в этих державах реформы, строил города. Позднее он напишет историю своего государства, поместив его в Малой Азии, на берегу моря, с точной хронологией и описанием исторического развития.
В возрасте 9-10 лет мальчика увлекла ещё одна игра — ежедневная газета, по образцу московских, получаемых отцом в деревне. Такую газету Серёжа Муромцев издавал на протяжении двух лет. Каждое утро на чайном столе, рядом с отцовским местом, лежал свежий номер, составленный вечером на основании собранных на кухне, в детской, в саду «сотрудниками редакции» (братьями и сёстрами) сведений. Позднее по этой газете взрослые иногда наводили справки о том, кто из детей и когда заболел, что произошло в хозяйстве и т. п.
Эпизоды детства Муромцева, прошедшего в Лазавке, показывают, как рано начал определяться круг его будущих интересов, связанных с жизнью страны. В сентябре 1860 года юного Муромцева, которому исполнилось 10 лет, родители увезли в Москву для продолжения образования в гимназии.
Студенческие годы Сергея Муромцева также связаны с Лазавкой — здесь он усиленно занимался, пытаясь освоить помимо юридических ещё ряд естественнонаучных дисциплин.

### Образование
В 1860 году семья переехала в Москву, поселившись в Скатерном переулке (на месте нынешнего д. 22) и Сергей Муромцев был отдан в 1-й класс 4-й Московской гимназии. Со следующего года он учился в 3-й московской гимназии, которую окончил в 1867 году, с золотой медалью. В 1871 году он окончил со степенью кандидата юридический факультет Московского университета, выбрав своей специализацией, под влиянием лекций профессора Н. И. Крылова, римское право; и был оставлен при университете для приготовления к профессорскому званию, однако — при кафедре финансового права, и — «без стипендии». В этот период немалое влияние оказал на него также образ службы старшего брата отца, Семёна Алексеевича Муромцева, действовавшего в качестве мирового посредника и мирового судьи в Тульской губернии. Сначала Муромцев жил в имении друга, князя Л. С. Голицына, Зяблицкий погост Муромского уезда Владимирской области, а в марте 1873 года они отправились за границу. В течение года Сергей Андреевич Муромцев слушал лекции профессора римского права Кунтце в Лейпцигском университете и специалиста в области цивилистики и философии права Рудольфа Иеринга в Гёттингенском университете; последний оказал значительное влияние на становление Муромцева как учёного-юриста. Вернувшись в Россию сдал магистерские экзамены и в начале 1875 года завершил магистерскую диссертацию «О консерватизме римской юриспруденции: Опыт по истории римского права».
В апреле 1875 года С. А. Муромцев после защиты диссертации был утверждён в степени магистра гражданского права и доцентом Московского университета по кафедре римского права; 31 августа возведён в чин надворного советника. Не доработав учебного года, в марте 1876 года был отпущен поправлять здоровье за границу, откуда летом того же года вернулся с материалами докторской диссертации. Через год, 27 ноября 1877 года, диссертация «Очерки общей теории гражданского права» была успешно защищена и в декабре он был утверждён экстраординарным профессором, а с марта 1878 года — ординарным профессором по кафедре римского права, а затем (в том же году) — по кафедре уголовного права и уголовного судопроизводства.

В конце 1878 года Муромцев вошёл в состав редакции журнала «Юридический Вестник», с которым сотрудничал его близкий друг М. М. Ковалевский. В 1880 году, приступая к руководству журналом, он писал в частном письме о желании 

придать этому журналу новый живой характер, как в научном отделе, так и в практическом. Стараюсь завести организованную правильно судебную хронику и в ней бросить в нашу практику судов и адвокатов семена новых практических идей… После моей профессорской деятельности деятельность моя по редакции журнала, который должен служить средством для влияния на публику вне университета, представляется первою по значению.

С 20 февраля 1880 года он — председатель Московского юридического общества. С апреля 1880 года С. А. Муромцев — секретарь совета юридического факультета, а 5 февраля 1881 года был избран на трёхлетний срок проректором Московского университета. Однако случившиеся после убийства Александра II студенческие волнения привели к обвинению Муромцева в примирительной позиции по отношению к студенческим выступлениям; 30 мая Муромцев подал прошение об отставке с должности проректора, которое было удовлетворено 24 августа 1881 года. Из университета он был уволен 19 июля 1884 года, накануне утверждения нового университетского устава.

По воспоминаниям современников, преподавательская деятельность Муромцева 

оставила в его учениках глубокие следы: он развивал для них стройную, последовательную и врезывавшуюся в память схему общих юридических идей и принципов, и примерами творчества римских юристов воспитывал в них чувство законности и живое сознание истинных задач правосудия.

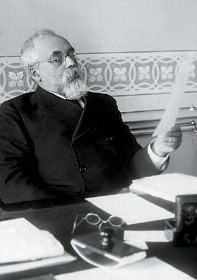
С. А. Муромцев за рабочим столом

Автор научных работ по гражданскому и римскому праву. Наибольшей известностью пользовался его капитальный труд «Гражданское право Древнего Рима», который явился первой попыткой анализа развития римского гражданского права во всей его полноте, в связи как с внутренними факторами, так и с особенностями творчества римских юристов. Лишь несколько лет спустя подобные исследования провели юристы из Англии, Франции и Германии, приходя к аналогичным выводам.
Был сторонником социологического позитивизма, включавшего психологическую теорию права. В 1870-х годах выдвинул концепцию социологического изучения права с применением функционального и историко-сравнительного методов. Был противником формально-догматического подхода к юриспруденции, в своих исследованиях учитывал влияние социального фактора на правовую сферу. Последовательный сторонник суда присяжных, Муромцев выступал за более активную роль судьи в процессе и его влияние на правотворчество (в 1870-е — 1880-е годы это было особенно актуально, так как либеральные судьи часто были вынуждены ориентироваться на архаичные правовые нормы). Изучал и популяризировал европейский парламентский опыт.
С октября 1884 года он занялся адвокатской деятельностью: стал присяжным поверенным Московской судебной палаты; с 1887 года — член совета присяжных поверенных; в 1890—1905 годах — товарищ председателя совета присяжных поверенных Московской судебной палаты. Иногда приглашался читать отдельные лекции — в Императорском Александровском лицее, в парижской Высшей школе общественных наук…

Честный и нравственно щепетильный человек, Муромцев всегда тщательно изучал материалы дела. И если у него появлялось сомнение в достоверности какого-либо из документов, обычно отказывался от защиты, хотя ему и предлагалось крупное вознаграждение. Очень ответственно относясь к подготовке к судебным процессам, он имел в производстве, как правило, немного дел… Глубоко зная гражданское право и умело применяя его нормы на практике, Сергей Андреевич и в своей адвокатской деятельности оставался прежде всего учёным, стремившимся в выступлениях на судебных процессах развивать нормы действующего права, дать их исчерпывающее толкование. Коллеги называли его истинным мастером формулировки правовых решений.— 
С 1906 года он снова — ординарный профессор (сверх штата) по гражданскому праву и судопроизводству юридического факультета Московского университета. Также читал лекции в Демидовском юридическом лицее (1907), в Московском коммерческом институте (1908), в Народном университете имени Шанявского (с 1908) и на Высших женских курсах (с 1909).

### Общественно-политическая деятельность

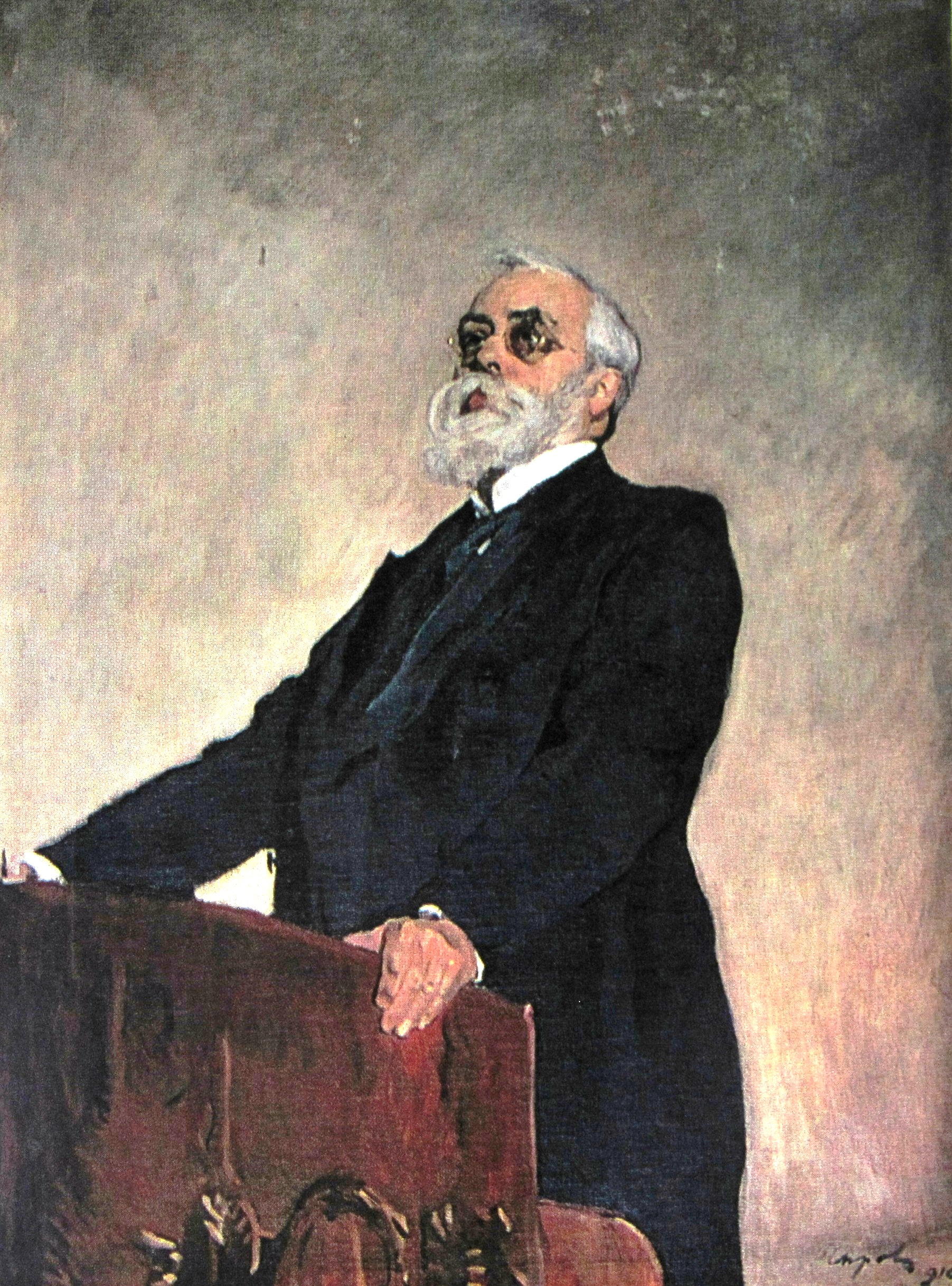
Портрет работы В. А. Серова, 1910

В 1880 году вместе с юристом В. Ю. Скалоном и экономистом А. И. Чупровым составил «Записку о внутреннем состоянии России», которая была направлена председателю правительства М. Т. Лорис-Меликову. В «Записке» предлагалось пойти навстречу либеральной общественности и создать из представителей земств «особое самостоятельное совещание» с законосовещательными функциями. Некоторые идеи этого документа были использованы при подготовке «Конституции Лорис-Меликова» — проекта умеренных либеральных реформ, составленного незадолго до гибели Александра II. Публикация «Записки» в России в 1881 году была запрещена — она распространялась в рукописных копиях и была опубликована в Берлине.
Муромцев являлся гласным Московского и Тульского земских собраний. Шесть сроков состоял гласным Московской городской думы (с 1881 по 1908, исключая период 1885—1888 гг.). Участвовал в земских и городских съездах, в деятельности Союза земцев-конституционалистов (1903). В 1904 году он выступил в московском совете присяжных поверенных с речью, в которой призвал поддержать идею созыва народных представителей.
Один из основателей и лидеров Конституционно-демократической партии, с октября 1905 — член её ЦК. Участвовал в составлении проекта «Основного закона Российской империи» и ряда законопроектов о политических свободах.
Председатель Государственной думы

В 1906 году Муромцев был избран депутатом (от Москвы) Первой Государственной думы, и на её первом заседании 27 апреля, почти единогласно (426 депутатов из 436 присутствовавших), был избран председателем. После избрания произнёс свою первую и последнюю речь в Думе, которую начал словами «Кланяюсь Государственной Думе». В своей речи, в частности, сказал: 

Совершается великое дело; воля народа получает своё выражение в форме правильного, постоянно действующего, на неотъемлемых законах основанного, законодательного учреждения. Великое дело налагает на нас и великий подвиг, призывает к великому труду. Пожелаем друг другу и самим себе, чтобы у всех нас достало сил для того, чтобы вынести его на своих плечах на благо избравшего нас народа, на благо Родины.

Последовательно выступал за проведение либеральных реформ, за уважение к представительному органу власти. Российские либералы высоко оценивали деятельность Муромцева на посту председателя Думы. По воспоминаниям историка А. А. Кизеветтера:

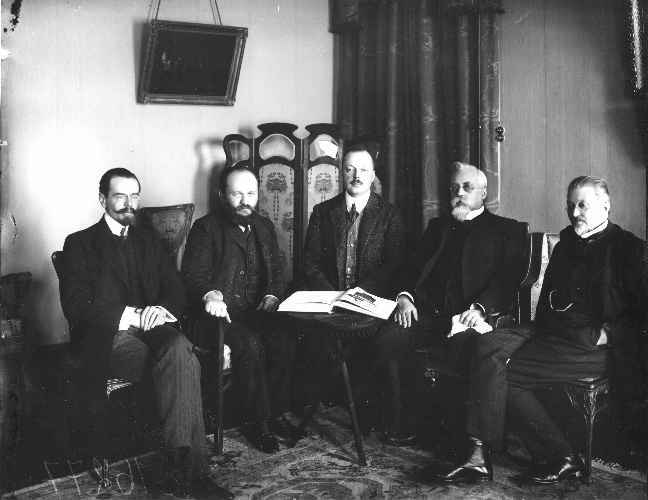
Подсудимые во время «Выборгского процесса»:
(слева направо) Ф. Ф. Кокошкин, М. М. Винавер, В. Д. Набоков, С. А. Муромцев, И. И. Петрункевич. Декабрь 1907 г.

строгий, суровый, торжественный, стоял он на своём месте и вёл заседание твёрдо, в полном сознании правоты своих действий. Но, несмотря на его суровость, все члены Первой Думы не только слушались его, но и сердечно любили его. Они все чувствовали, что Муромцеву Дума была дорога, потому что ему дорога была Родина, для блага которой он пошёл в Думу.

После роспуска Думы Муромцев подписал вместе с другими депутатами-кадетами Выборгское воззвание с призывом оказывать пассивное сопротивление власти (не платить налогов и не идти на военную службу); был приговорён к трём месяцам лишения свободы и находился в Московской губернской тюрьме («Таганке») с 13 мая до 11 августа 1908 года.
Выборщики Петербурга в первую и вторую Думу решили приветствовать председателя первой Думы С. А. Муромцева в день выхода его из тюрьмы особой депутацией. Депутация поднесла Сергею Андреевичу от имени выборщиков серебряный колокольчик художественной работы. На колокольчике были выгравированы надписи: вверху — «Первому председателю первой Думы», а внизу — «Власть исполнительная, да подчинится власти законодательной».
На этом завершилась его политическая деятельность. Кроме того, он был исключён из дворянского сословия, что лишило его права быть присяжным поверенным.

### Кончина и похороны

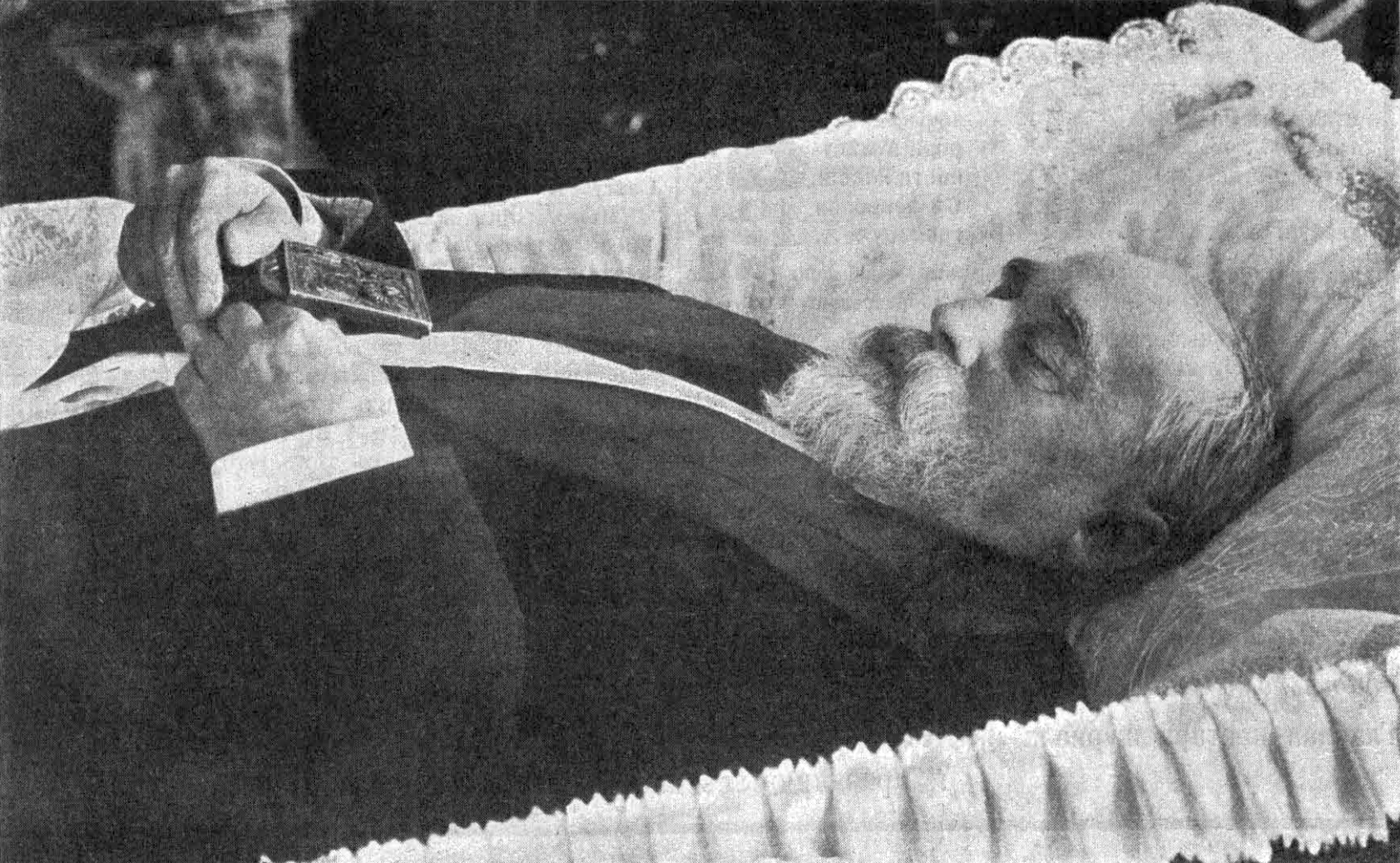
С. А. Муромцев в гробу

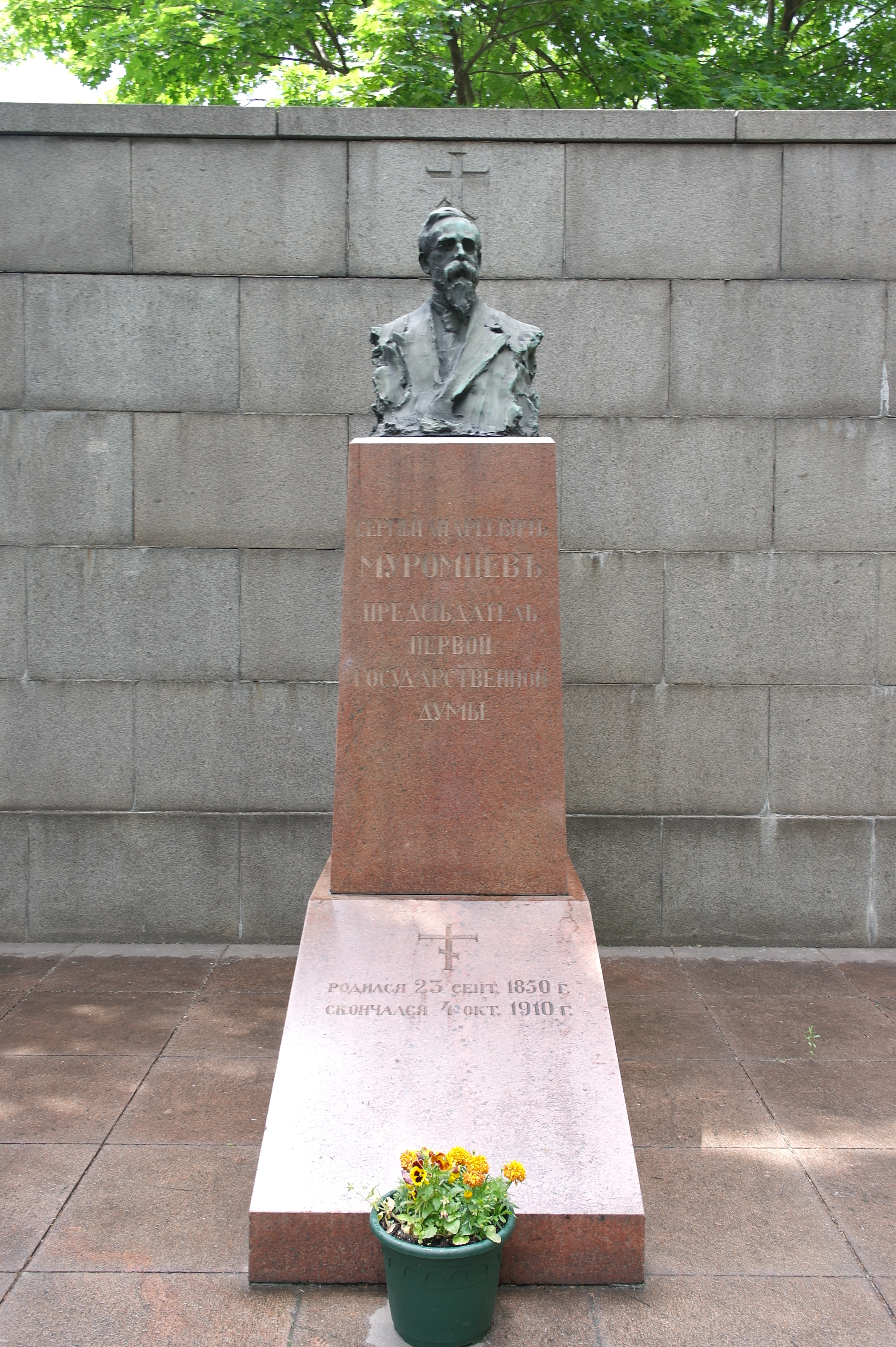
Памятник в Москве на Донском кладбище

Скоропостижно скончался 4 (17) октября 1910 года «приблизительно во втором часу ночи от паралича сердца» (сердечного приступа), был обнаружен сыном после 9 часов утра в гостинице «Националь», где снимал временно номер, освободив комнату для приехавшей в гости дочери.
Похоронен на Донском кладбище в Москве (в его новой части), где на надгробии (1912, архитектор Ф. О. Шехтель) установлен бюст работы скульптора Паоло Трубецкого.
Похороны Муромцева превратились в демонстрацию, в которой приняли участие тысячи людей, бывших сторонниками либеральных идей и находившихся в оппозиции к власти. Газета «Русские ведомости» писала, что Муромцев «при жизни для всех русских, для всех европейцев стал исторической личностью, потому что с его именем начинается русская конституционная история».
После кончины Муромцева Московская городская дума учредила премию и стипендию его имени на юридическом факультете Московского университета и постановила повесить его портрет (как многолетнего гласного) в своём зале заседаний. Художник В. А. Серов по заказу Московского совета присяжных поверенных написал портрет Муромцева, который в настоящее время находится в Музее искусств имени Шалвы Амиранашвили (Тбилиси, Грузия).

### Семья
В 1882 году женился на оперной певице Марии Николаевне Климентовой (1857—1946, Париж). В 1880 году она окончила Московскую консерваторию и пела в Большом театре до 1889 года. Затем вела класс вокала в Московской консерватории.
Дети:
- Ольга (1883—1967), врач. В первом замужестве — Шаврина, во втором (1912—1919 гг.) — Родионова (Родионов Николай Сергеевич (1888—1960) — литературовед, специалист по творчеству Л. Н. Толстого).
- Мария (1884—1930, Париж), певица. В первом браке замужем за А. Венявским, во втором — за Т. Брюаном (Париж).
- Владимир (1892—1937). Окончил юридический факультет Московского университета, работал юрисконсультом в Москве. В 1928 году арестован по 58-й статье УК, отбывал срок на Соловках, затем жил в Касимове, а позже — в Калинине. 21 октября 1937 года арестован по «калининскому делу двадцати семи»[7][8], приговорён к высшей мере наказания.

В 1920 году Мария Николаевна Климентова смогла уехать в Париж вместе с младшей дочерью Марией. Старшая дочь Ольга и сын Владимир оставались в России. Впоследствии во Францию эмигрировали также дочери Владимира от второго брака — Ольга и Татьяна (их мать — дочь московского промышленника и купца 1-й гильдии Моисея Семёновича Саарбекова).

## Московские адреса
Из дома родителей в Скатерном переулке он переселился в Штатный переулок, куда в 1896 году к нему переехала мать; в начале XX века они переселились в Милютинский переулок (д. 22).
Известным местом встреч интеллигенции того времени была дача Муромцева в Царицыне. В 1893 году Сергей Андреевич Муромцевых  взял в аренду земельный участок на Покровской стороне, в левобережье Верхнего Царицынского пруда, где и была построена дача. От Покровской стороны сохранилась лишь структура улиц, которые теперь называются Радиальными.

## Социологические концепции права и государства
В основе права лежат интересы индивидов, общественных групп, союзов и т. д. На базе интересов в обществе возникают различные отношения, регулирование которых осуществляется с помощью различных санкций: юридической, моральной, религиозной и др. При этом каждое отношение может быть предметом нескольких санкций одновременно.
Отношение, соблюдаемое по привычке, обладает особенной прочностью и именно в силу этого не нуждается в юридической санкции. Юридическая защита необходима только тем отношениям, которые ещё недостаточно прочны и требуют дополнительных гарантий от государства. Юридической санкцией обеспечивается только та часть общественных отношений, которая признается наиболее важной для интересов личности и государства и не может быть обеспечена иначе, как силой государственного принуждения.
Группы общества: дружеские кружки, товарищества, семья, община, сословие, партия, государство.
Правовые общественные отношения:
Неорганизованная защита — защита прав граждан в зависимости от обстоятельств; в каждом конкретном случае определяется соответствующая форма защиты.
Организованная защита (юридическая) — применяется для защиты типичных для общества интересов; возникает, когда необходимо урегулировать несколько интересов; осуществляется государственными институтами.

## Список произведений

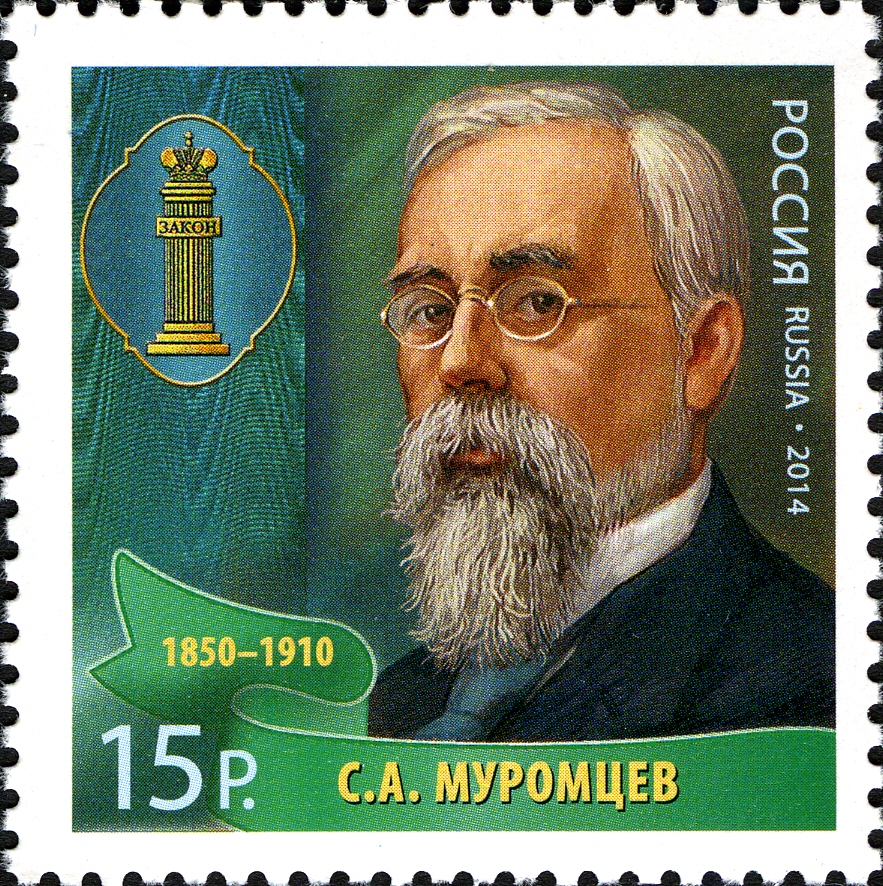
Марка Почты России, посвященная С. А. Муромцеву (2014 год)

- О консерватизме римской юриспруденции: Опыт по истории рим. права. — 1-е изд. — М.: Тип. А. И. Мамонтова и Ко, 1875. — 189 с.
- Римское право, как предмет науки. М., 1875.
- Очерки общей теории гражданского права. М., 1878.
- Определение и основное разделение права. М., 1879 (переиздание — СПб., 2004).
- Определение и основное разделение права. — 1-е изд. — М.: Тип. А. И. Мамонтова и Ко, 1879. — 240 с.
- Суд и закон в гражданском праве. // Юридический Вестник, 1880, № 11.
- В первые дни министерства гр. М. Т. Лорис-Меликова: Записка о полит. состоянии России весной 1880 г. — Berlin: B. Behr’s Buchh. (E. Bock), 1881 (P. Stankiewicz Burchdr.). — 45 с.
- Гражданское право древнего Рима. — 1-е изд. — М.: Тип. А. И. Мамонтова и Ко, 1883. — XXXV, 697 с.
- Рецепция римского права на Западе. — 1-е изд. — М.: Тип. А. И. Мамонтова и Ко, 1886. — IV, 150, V с.
- Творческая сила юриспруденции. // Юридический Вестник, 1887, № 9.
- Право и справедливость // Сборник правоведения и общественных знаний. СПб, 1893.(переиздание — Вестник МГУ. серия 12. 1993. № 4).
- Из лекций по русскому гражданскому праву (1898—1899). — СПб.: Воен. тип., 1899. — 17 с.
- Основы гражданского права. Человек и общество. М., 1908.
- Статьи и речи. М., 1908—1910. В пяти выпусках.